# 葉梓豐
葉梓豐（Yip Tsz Fung，1993年9月19日—），香港男子壁球運動員。
中學時期就讀聖若瑟書院，2012年中七畢業。大學時期就讀香港城市大學。2015-16年度，香港體育學院／獎學金運動員。

## 簡歷
2018年4月澳門壁球公開賽葉梓豐於男子組決賽決戰二號種籽、埃及球手穆沙（Omar Mosaad），雖然葉首兩局分別以9:11、6:11落敗，但他其後絕地反擊，分別以11:4、11:5和11:7連贏三局，後上封王，摘下個人第五座PSA世界巡迴賽冠軍
2017年2月 香港世大壁球盟主葉梓豐愈戰愈勇，於加拿大Holtrand公開賽決賽激戰5局後險挫卡塔爾球手Abdulla Al Tamimi，勇奪冠軍錦標。
2014年9月，葉梓豐代表香港參加南韓仁川舉行的亞運會壁球比賽，與李浩賢、歐鎮銘和鄧卓仁合作贏得男子團體賽銅牌。
2015年3月，香港男、女子壁球手葉梓豐及廖梓苓在馬來西亞巡迴賽決賽，分別以3:1及3:0的局數獲勝，贏得PSA及WSA錦標。
2014年11月，葉梓豐在亞沙運奪得壁球銀牌，在男子決賽打三局兩勝制，每局由傳統十一分改為七分。他面對印度的柏山度，先輸二比七下，以七比五追平局數，決勝的第三局他換上白衫，未能乘著後上的氣勢，再輸三比七、以局數一比二落敗，為港隊奪得銀牌。

## 外部連結
- Squash Info - Tsz Fung Yip's Profile （页面存档备份，存于）（英文）

https://hk.sports.yahoo.com/news/%E5%B0%8F%E5%B0%87%E8%91%89%E6%A2%93%E8%B1%90%E4%BA%9E%E9%8C%A6%E5%A3%81%E7%90%83%E8%B3%BD%E7%88%86%E5%86%B7%E5%85%A5%E5%85%AB%E5%BC%B7-%E5%B0%8D%E6%88%B0%E6%AD%90%E9%8E%AE%E9%8A%98%E7%82%BA%E6%B8%AF%E6%8F%90%E5%89%8D%E9%8E%96%E5%AE%9A%E6%AD%B7%E5%8F%B2%E6%80%A7%E7%8D%8E%E7%89%8C-015711909--spt.html （页面存档备份，存于）
- https://psaworldtour.com/players/view/1523/info （页面存档备份，存于）
- http://www.wucsquash2016.com/ （页面存档备份，存于）
- I-cable亞沙運 葉梓豐奪壁球銅牌 http://paper.wenweipo.com/2015/03/28/SP1503280025.htm （页面存档备份，存于）
- WenWeiPo 體壇連線：葉梓豐 廖梓苓開齋 http://cablenews.i-cable.com/webapps/news_video/index.php?news_id=446006%5B%5D
- https://hk.news.yahoo.com/加拿大壁球賽-葉梓豐激戰5局奏凱摘冠-032906557.html